# Amir Hekmati
Amir Mirzai Hekmati (nacido en 1983) es un estadounidense arrestado por supuestamente espiar en Irán para la Agencia Central de Inteligencia de Estados Unidos (CIA). El 9 de enero de 2012, fue sentenciado a la pena capital por un tribunal de Teherán.
En marzo de 2012, la Suprema Corte de Irán anuló la condena a muerte y ordenó un nuevo juicio. Los jueces fallaron en que el veredicto contra Amir Mirzai Hekmati no estuvo "completo" y remitió su caso a una corte afiliada. Desde entonces permanece en prisión en espera de su nuevo juicio.

## Antecedentes
Hekmati nació en 1983 en el estado estadounidense de Arizona. Luego de graduarse de la escuela superior se alistó en el Cuerpo de Marines de los Estados Unidos, donde sirvió desde 2001 hasta 2005. De acuerdo a su familia (establecida en Míchigan), Hekmati fue a Irán luego de obtener el permiso de la sección de intereses iraníes de la embajada pakistaní en Washington D. C..

## Arresto y juicio
Hekmati fue arrestado en agosto de 2011 mientras visitaba a su abuela y a otros parientes en Irán.
El 18 de diciembre de 2011, la televisora estatal iraní publica una confesión de Hekmati, en la que el afirma que se infiltró en Irán para establecer la presecia de la CIA en la nación persa. La familia de Hekmati alegó que aquella confesión fue obtenida mediante coacción, y que él no es un espía.
Irán alegó que la misión de Hekmati era la de implicar el país en actividades terroristas. El 24 de diciembre de 2011, Suiza, país que maneja las relaciones diplomáticas entre Irán y los Estados Unidos solicitó acceso consular a Hekmati, pero la petición le fue negada. En su confesión, Hekmati declaró que su misión that his mission se refería a mantener una presencia, en lugar de socavar la integridad del país. De acuerdo con extractos de su presunta confesión publicada en el Tehran Times, Hekmati revelaba que él trabajó para Kuma Reality Games, que recibía dinero de la CIA para el diseño de películas y videojuegos con el objetivo influenciar a los consumidores mediante la creación de una mala impresión acerca del Oriente Medio.
Oficiales iraníes informaron que Hekmati se alistó en la Armada de Estados Unidos en 2001, donde se sometió a entrenamiento de inteligencia, y que trabajó en el Defense Advanced Research Projects Agency entre 2005 y 2007; además de que brevemente antes de su misión en Irán fue entrenado en Bagram Airfield.
El funcionario iraní atribuyó su reconocimiento y captura a "redes de vigilancia de las actividades iraníes en la base de Bagram".
El 9 de enero de 2012, el Tribunal Revolucionario de Irán declaró a Hekmati culpable de ser "pervertir la Tierra" y "enemigo de Dios" y lo condenó a muerte por cooperar con los Estados Unidos.
El 5 de marzo de 2012, la Suprema Corte de Irán anuló la condena a muerte y ordenó un nuevo juicio. Los jueces fallaron en que el veredicto contra Amir Mirzai Hekmati no estuvo "completo" y remitió su caso a una corte afiliada. Desde entonces permanece en prisión en espera de su nuevo juicio.